# Boscia
Boscia là một chi thực vật thuộc họ Capparaceae. Chi này có các loài sau:
- Boscia albitrunca (Burch) Gilg & Ben.
- Boscia angustifolia A. Rich., 1831
- Boscia arabica Pestalozii
- Boscia caffra Sond.
- Boscia coriacea Pax, 1891
- Boscia corymbosa Gilg
- Boscia fadeniorum Fici, 1995
- Boscia filipes Gilg, 1904
- Boscia firma Radlk., 1884
- Boscia foetida Schinz
- Boscia longifolia Hadj-Moust., 1965
- Boscia longipedicellata Gilg.
- Boscia madagascariensis (DC.) Hadj-Moust., 1965
- Boscia microphylla Oliv.
- Boscia minimifolia Chiov., 1916
- Boscia mossambicensis Klotzsch, 1861
- Boscia octandra Hochst. ex Radlk., 1884
- Boscia oleoides (Burch. ex DC.) Toelken, 1969
- Boscia pestalozziana Glig, 1904
- Boscia peuchellii Kuntze
- Boscia plantefolii Hadj-Moust., 1965
- Boscia polyantha sensu Roessler
- Boscia rautanenii Schinz
- Boscia rehmanniana Pestal.
- Boscia reticulata Hochst. ex A. Rich.
- Boscia rotundifolia Pax, 1891
- Boscia salicifolia Oliv., 1868
- Boscia senegalensis (Pers.) Lam. ex Poir., 1819
- Boscia tenuifolia A. Chev., 1938
- Boscia tomentella Chiov., 1932
- Boscia tomentosa Toelken, 1969
- Boscia transvaalensis Pest.
- Boscia weltwitschii Gilg

## Hình ảnh

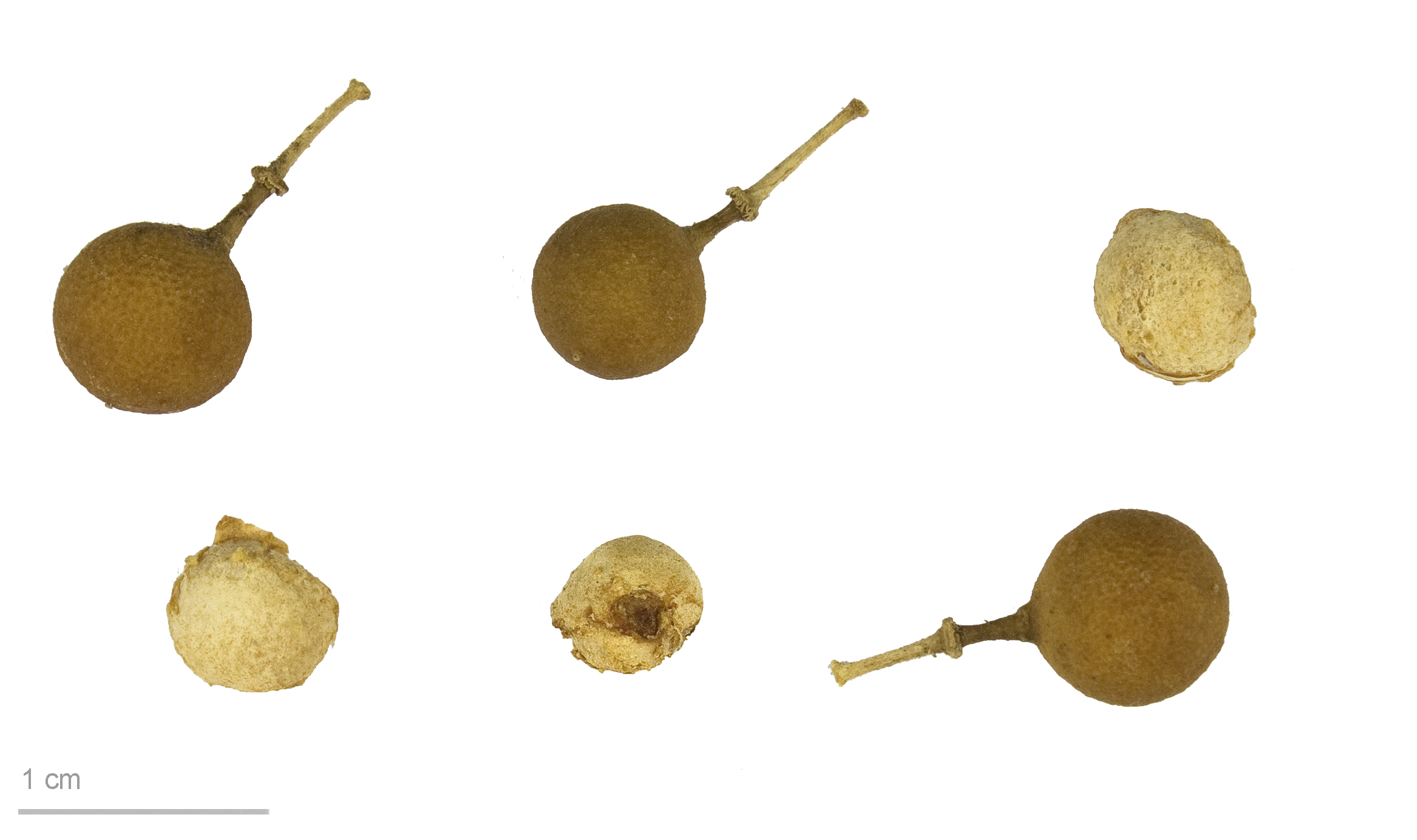